# Melchior Harbour
Der Melchior Harbour ist ein kleiner Naturhafen in der Gruppe der Melchior-Inseln im westantarktischen Palmer-Archipel. Er wird halbkreisförmig eingefasst durch die Delta- und Alphainsel im Norden, die Beta- und Kappainsel im Westen sowie die Gammainsel im Süden.
Die in Anlehnung an den Namen der Inselgruppe angelehnte Benennung erfolgte vermutlich durch Wissenschaftler der britischen Discovery Investigations, die ihn 1927 grob vermaßen. Die Inselgruppe ist benannt nach Vizeadmiral Jules Bernard François Melchior (1844–1908), welcher der Vierten Französischen Antarktisexpedition (1903–1905) unter der Leitung des Polarforschers Jean-Baptiste Charcot bei der Abfahrt von Brest behilflich war. Argentinische Expeditionen nahmen 1942, 1943 und 1948 weitere Vermessungen vor.